# Babérhanga
A babérhanga (Pieris) a hangafélék (erikafélék) családjába tartozó, 7 fajt magában foglaló növénynemzetség. A fajok É-Amerika keleti részeiről, Kelet-Ázsia hegyvidékeiről és a Himalájából származnak. Mérgező növények.

## Tulajdonságaik
Örökzöld cserjék, liánok vagy kis fák. Leveleik kihajtáskor vörösesen fénylők, később zöldek, bőrszerűek; szélük fűrészes, csipkés vagy egyszerű. Virágaik kora tavasszal vagy tél végén nyílnak, de a virágbimbók egész télen díszítik a növényt, mert már ősszel kifejlődnek. A virágok az áfonya virágaira emlékeztető apró, csengettyű alakúak.

## Felhasználás
Kerti dísznövényként a virágos vagy virginiai babérhanga (P. floribunda) és a japán babérhanga (P. japonica) ismertebbek. Utóbbinak több fajtája van kereskedelmi forgalomban: 'Debutante', 'Mountain Fire', 'Purity'.
Savanyú vagy semleges, üde talajt igényelnek. Ajánlott félárnyékba vagy napos helyre ültetni, és a kiszáradás ellen takarni a talajt a növény körül. A fagy károsíthatja.

## Fajok
- Pieris cubensis (Grisebach) Small. Kuba.
- Pieris floribunda (Pursh ex Simms) Benth. & Hook. – virginiai vagy virágos babérhanga Amerikai Egyesült Államok délkeleti része.
- Pieris formosa (Wallich) D.Don – himalájai babérhanga Himalája, DK-Kína.
- Pieris japonica (Thunb.) D.Don ex G.Don – japán babérhanga K-Kína, Japán, Tajvan.
- Pieris nana (Maxim.) Makino (syn. Arcterica nana). Japán, K-Szibéria.
- Pieris phillyreifolia (Hook.) DC. – É-Amerika.
- Pieris swinhoei Hemsley – DK Kína.

## Fordítás
- Ez a szócikk részben vagy egészben  a   Pieris (plant) című angol Wikipédia-szócikk ezen változatának fordításán alapul.  Az eredeti cikk szerkesztőit annak laptörténete sorolja fel. Ez a jelzés csupán a megfogalmazás eredetét és a szerzői jogokat jelzi, nem szolgál a cikkben szereplő információk forrásmegjelöléseként.